# Billet de 100 francs Sully
Pour les articles homonymes, voir 100 francs.
Recto
Verso
Chronologie
100 francs Luc Olivier Merson 100 francs Descartes
Le 100 francs Sully est un billet de banque français créé le 19 mai 1939, mis en circulation à partir du 13 août 1940 par la Banque de France à la place du 100 francs Luc Olivier Merson. Il a été remplacé par le 100 francs Descartes.

## Historique
Ce billet appartient à la série des billets imprimés en taille douce et en quadrichromie, une technique toujours utilisée aujourd'hui, permettant d'obtenir du relief et des traits plus nets. Elle est inaugurée dès 1934 avec le 5000 francs Victoire avec une thématique visant à renforcer la cohésion nationale.
Il fut imprimé de mai 1939 à mars 1942 et retiré de la circulation ainsi que privé de son cours légal le 4 juin 1945 après un tirage de 767 400 000 exemplaires.

## Description
C'est le peintre Lucien Jonas qui exécute les dessins tandis que la gravure est signée Ernest-Pierre Deloche et le filigrane est d'Ernest Florian.
Les tons dominants sont le marron clair et le gris.
Au recto, à gauche, un buste de femme couronnée de lauriers symbolisant la France, et à droite un enfant tenant un médaillon encadré de grappes de raisin. En fond, une vue aérienne de Paris centrée sur l'Île de la Cité.
Au verso, à gauche, le buste de Sully représenté tenant un parchemin sur lequel est écrit en vieux français "Labourage et pastourage sont les deux mamelles de la France" devant un paysage évoquant des scènes de la vie paysanne. En arrière fond, le château de Sully-sur-Loire que le ministre d'Henri IV acheta en 1602. 
Le filigrane représente un couple de tête, en premier Mercure puis Cérès, de profil.
Ses dimensions sont de 178 mm x 90 mm.